# Grožnjan
Grožnjan (italsky Grisignana) je vesnice a správní středisko stejnojmenné opčiny v Chorvatsku v Istrijské župě. Nachází se asi 7 km jihovýchodně od Bují. V roce 2011 žilo v Grožnjanu 164 obyvatel, v celé opčině pak 736 obyvatel, je tak jednou z nejmenších chorvatských opčin. Počet obyvatel výrazně klesá již od roku 1900, kdy v celé opčině žilo 4 011 obyvatel a v Grožnjanu 997 obyvatel. Většinu obyvatelstva opčiny tvoří Italové.
K opčině Grožnjan připadá celkem 9 stále obydlených vesnic, většinou jde ale o velmi malé vesničky, z nichž pouze tři (Makovci, Martinčići a samotný Grožnjan) přesahují 100 obyvatel. Dokonce se zde nachází zaniklá vesnice Vrnjak.
- Antonci – 62 obyvatel
- Bijele Zemlje – 80 obyvatel
- Grožnjan – 164 obyvatel
- Kostanjica – 48 obyvatel
- Kuberton – 18 obyvatel
- Makovci – 107 obyvatel
- Martinčići – 140 obyvatel
- Šterna – 70 obyvatel
- Završje – 47 obyvatel

Grožnjan je turisty často navštěvován díky svým středověkým hradbám dodávajícím Grožnjanu typický kruhový tvar., úzkým kamenným uličkám a čtyřem kostelům: svatého Víta, sv. Kuzmy a Damiána, svatého Mikuláše a kaple svatého Ducha. Rovněž se zde nachází několik malých náměstí, jako jsou Trg Ferruccia Poiania, Trg glagoljaša, Trg Lođe, Trg Cornera nebo Trg Jozipa Broza Tita.